# Tomoaki Makino
Tomoaki Makino (槙野 智章 Makino Tomoaki?, Hiroshima, Hiroshima, 11 de mayo de 1987) es un exfutbolista y actual entrenador japonés que jugaba de defensa.

## Clubes
| Club                | País     | Año       |
| ------------------- | -------- | --------- |
| Sanfrecce Hiroshima | Japón    | 2006-2011 |
| F. C. Colonia       | Alemania | 2011      |
| Urawa Red Diamonds  | Japón    | 2012-2021 |
| Vissel Kobe         | Japón    | 2022      |

## Palmarés

### Títulos nacionales
| Título             | Club                | País  | Año  |
| ------------------ | ------------------- | ----- | ---- |
| J2 League          | Sanfrecce Hiroshima | Japón | 2008 |
| Copa J. League     | Urawa Red Diamonds  | Japón | 2016 |
| Copa del Emperador | Urawa Red Diamonds  | Japón | 2018 |
| Copa del Emperador | Urawa Red Diamonds  | Japón | 2021 |

### Títulos internacionales
| Título                                | Club (*)           | Sede    | Año  |
| ------------------------------------- | ------------------ | ------- | ---- |
| Campeonato de Fútbol del Este de Asia | Selección de Japón | Seúl    | 2013 |
| Copa Suruga Bank                      | Urawa Red Diamonds | Saitama | 2017 |
| Liga de Campeones de la AFC           | Urawa Red Diamonds | Saitama | 2017 |

(*) Incluyendo la selección

### Distinciones individuales
| Distinción                                  | Año  |
| ------------------------------------------- | ---- |
| J. League Best XI                           | 2010 |
| Premio Individual al Juego Limpio           | 2010 |
| J. League Best XI                           | 2015 |
| Jugador Excepcional del Año de la J. League | 2015 |
| J. League Best XI                           | 2016 |
| Jugador Excepcional del Año de la J. League | 2016 |